# Tesla Roadster
A Tesla Roadster egy villanymotoros sportautó, a Tesla, Inc első terméke. A cég állítása szerint a prototípussal képesek voltak kevesebb mint négy másodperc alatt álló helyzetből 100 km/h-ra gyorsulni, a végsebesség pedig 201 km/h. Egy lítiumion-akkumulátor egyszeri feltöltésével az autó 394 km megtételére képes. A kocsi fogyasztása (135 Wh/km) megfelel 1,74 l/100 km benzinfogyasztásnak.

## Története

### Fejlesztés
Az autót a Lotus Cars segítségével fejlesztették ki. Az elektromotor és az erőátvitel jóval fejlettebbek, mint a GM EV1-é és az AC Propulsion tzero-é voltak. A Tesla maga tervezte és építette az elektronikus rendszert, a motort és a hajtómű más elemeit, melyek magukban foglalnak egy AC Propulsion szabadalmat is.
Az alváz technológiája a Lotus Elise-ből származik. A Roadsternek vannak közös alkatrészei is ezzel a modellel, például a szélvédő, a légzsákok, a gumik, a műszerfal és a kerékfelfüggesztés egyes elemei. A formaterv a Lotus stúdiójában készült a Tesla részvételével. Az autót a Lotus angliai Hethelben lévő üzemében gyártják, a Tesla biztosítja az erőátvitel és a karosszéria alkatrészeit.

### Bemutatás
Az autót 2006. július 19-én a kaliforniai Santa Monica repülőterének Barker Hangárjában mutatták be egy meghívásos alapú rendezvényen, melyen 350-en vettek részt. Az autó szerepelt a 2007-es modellév újdonságait bemutató autókiállításokon San Franciscóban, majd Los Angelesben. Utóbbin Chris Paine, a „Ki ölte meg az elektromos autót?” című dokumentumfilm írója és rendezője támogatásáról biztosította a projektet.

### Gyártás
A Tesla Roadster prototípusának rengeteg példánya készült el a 2006-os és 2007-es év folyamán. Hosszú próbautak után a Tesla Motors minimális változtatásokat eszközölt, majd elkészítette a szériagyártás előtti utolsó tesztpéldányokat 2007 márciusára. Ezeket az autókat tartóssági- és törésteszteknek vetették alá. Eredetileg 2007 októberére tervezték a szállítások indítását, de szeptemberben a kezdést elhalasztották 2008 első negyedévére.
A fékeket és a légzsákokat a német Siemens gyártotta, az alváz Norvégiában készült.
A gyártást 2011 végén állították le.

### A modell megújításának bejelentése
2014 decemberében Elon Musk a Roadster megújításának tervéről írt közösségi oldalán, a vállalat pedig egy cikket is megjelentetett a fejlesztésről. A terv szerint a Tesla Roadster 3.0 néven megújuló autó hatótávolságát 40-50%-kal fogják növelni, amit két tényező tesz lehetővé: egyrészt az akkumulátorok technológiája jelentősen fejlődött a megelőző évek során, másrészt a vállalat jelentős mennyiségű tapasztalatot gyűjtött a járművek hatékonyságáról a Tesla Model S segítségével. A hatótávolság növekedését három konkrét fejlesztéssel kívánják elérni: a korábbinál 31%-kal több energia tárolására képes (körülbelül 70 kilowattórás) akkumulátorok felhasználásával, az autó aerodinamikai tulajdonságainak javításával, illetve az autó futóművének fejlesztésével (a gumik gördülő ellenállásának csökkentésével). A fejlesztés eredményeként az autó egy feltöltéssel 400 mérföldet azaz körülbelül 640 kilométert tudna megtenni. A vállalat a fejlesztéseket 2015 elején, egy San Francisco és Los Angeles közötti tesztút során tervezte bemutatni.

## Eladások

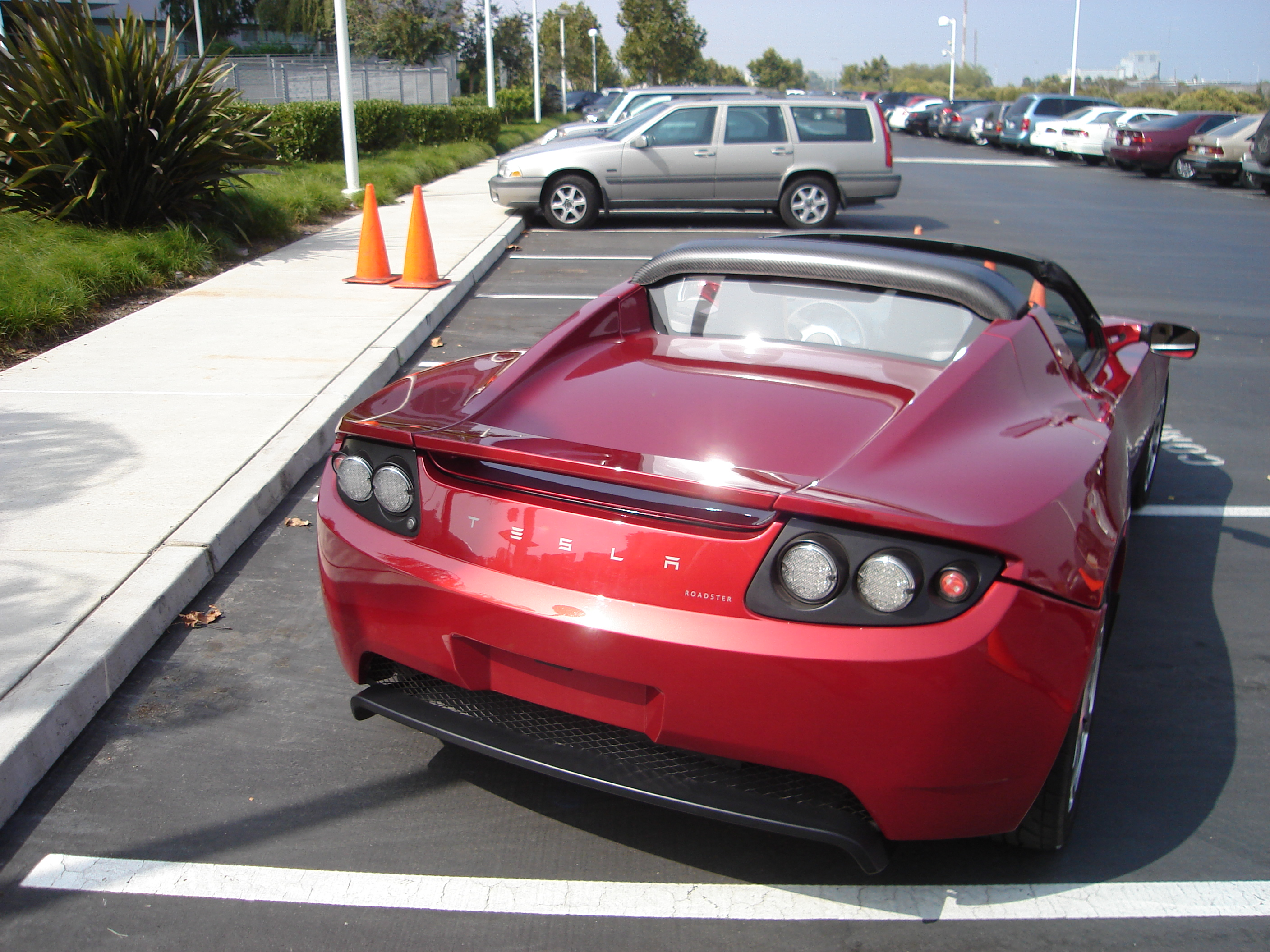
Tesla Roadster hátulról

Az első autót Elon Musk, a PayPal korábbi, a Tesla Motors jelenlegi elnöke kapta, a 10-es számút pedig Arnold Schwarzenegger, Kalifornia állam volt kormányzója. 2006 augusztusára az első száz darabot már sikerült eladni, októberre a 2008-ban szállítandó következő száz autó is gazdára talált, 2007 júliusára már 560 autó kelt el.
Az autó ára kb. 100 000 dollár volt. Szervizpontok kezdetben öt nagyvárosi övezetben üzemeltek: Los Angelesben, Menlo Parkban (Kalifornia), New Yorkban, Miamiban, Chicagóban. További központok kiépítését tervezték a következő autó, a Tesla Model S kifejlesztése után.

## Műszaki jellemzők röviden
Háromfázisú, négypólusú elektromotorja van, 13000-es fordulatszámon elérhető 248 lóerő teljesítménnyel. Magna márkájú, kétsebességes szekvenciális váltója mellett kuplungpedálja nincs. Hátsókerékhajtású, középmotoros. 1220 kg-os tömegéből kb. 400-450 az akkumulátoré, melynek feltöltési ideje három és fél óra, becsült élettartama 160000 km.
A jármű jellegéből adódóan nincs szükség olajcserére, a regeneratív fékezés következtében a fékek kopása minimális.